# Diego Tristán
Diego Tristán (* 5. ledna 1976, La Algaba) je bývalý španělský profesionální fotbalista, který hrál na postu útočníka. Nejlepší roky prožil v galicijském celku Deportivo La Coruña (Los Blanquiazules), kde strávil celkově šest sezon. Deportivo během tohoto „zlatého období“ získalo několik trofejí a dosáhlo semifinále Ligy mistrů.
Zahrál si 15 zápasů za španělskou reprezentaci, a to v letech 2001 až 2003. Zúčastnil se mistrovství světa 2002 v Japonsku a Jižní Koreji.

## Klubová kariéra

### Začátek kariéry
Po působení v B-týmu Realu Betis se roku 1998 stěhoval na Mallorcu, kde první rok znovu strávil v „béčku“. V následující sezóně dostal šanci v hlavním mužstvu a 12. září 1999 debutoval v nejvyšší španělské lize.
Tento zápas se uvedl gólem do sítě Numancie v 29. minutě, to zvyšoval už na 3:0 a dané skóre již zápasu zůstalo.
Za celou sezonu 1999/2000 se přesně trefil v 18 případech, což mužstvo umístilo na 10. pozici, tedy uprostřed tabulky. Tristán se stal šestým nejlepším střelcem La Ligy,
což probudilo zájem větších klubů, a to včetně Realu Madrid. Prezident madridského velkoklubu Lorenzo Sanz měl zájem Tristána přivést, na jeho post však nastoupil Florentino Pérez a ten dal přednost nákupu Luíse Figa z Barcelony.
Dalším zájemcem se stal vítěz španělské ligy Deportivo La Coruña, který vyhrál La Ligu vůbec poprvé v historii, a který přivedl Tristána za částku 8 milionů liber.

### Deportivo La Coruña

#### První sezóna – 2000/2001
Tristán se už v srpnu objevil v obou utkáních španělského Superpoháru proti Espanyolu. První zápas skončil remízou 0:0, Tristán odehrál poslední čtvrthodinku, poté co v 77. minutě přišel za Djalminhu.
Trenér Javier Irureta jej v odvetě nasadil jako startujícího útočníka ve dvojici s Víctorem Sánchezem a tento tah se vyplatil. Po gólu Djalminhy v 57. minutě se v 59. minutě trefil i Tristán a Deportivo slavilo zisk první trofeje sezony.
Španělskou La Ligu 2000/01 načal základní sestavou už od prvního kola proti Athleticu Bilbao, který Deportivo porazilo 2:0. Premiérový ligový gól slavil 1. října doma proti Barceloně, kdy pojistil výhru 2:0.
Další góly v La Lize přidal 31. října opět doma, tentokráte při výhře 4:0 proti UD Las Palmas. Jeho góly ve 31., 47. a 60. minutě uvedly jeho premiérový hattrick, v 80. minutě ještě zvýšil Makaay, který kvůli zranění zameškal začátek sezony.
V listopadu sám rozhodl o domácí výhře nad Realem Zaragozou 2:0, když se trefil ve 41. a 57. minutě.
Ve skupině E Ligy mistrů startoval dvakrát, dvakrát vstoupil na hřiště jako náhradník. Deportivo pokročilo do fáze druhé skupiny. V pátém zápase se prosadil při výhře 4:3 nad PSG pár desítek vteřin po příchodu na hřiště.
Ve čtvrtfinále proti Leeds United (prohra 0:3 a výhra 2:0) byl použit jako střídající hráč, ale jeho gól v 73. minutě na 2:0, kdy mu asistoval Valerón, nestačil na postup.
I v další části musel bojovat o místo v útoku, o které se hlásil nizozemský kanonýr Roy Makaay.
Na jaře se blýskl dvěma hattricky proti Realu Sociedad (výhra 4:1) a proti Realu Oviedo (výhra 4:3).
Ligový ročník tak zakončil s 19 góly za 29 zápasů, zatímco Makaayova bilance byla 16 gólů za 29 zápasů, přičemž minutáž byla velmi podobná. Deportivo se v lize umístilo druhé za Realem Madrid.

#### Druhá sezóna – 2001/2002
V úvodu sezóny 2001/02 přispěl svým dílem k vítězství 4:0 nad Realem Valladolid.
V říjnu zajistil ve dvou zápasech šest bodů, když nejprve dvěma góly zařídil výhru 2:1 na hřišti Realu Zaragoza, následně na domácím stadionu, na Riazoru, vstřelil jediný gól souboje se Sevillou FC.
V prosinci rozhodl jedinou brankou zápasu souboj s Valencií.
Ve čtvrtém zápase Ligy mistrů skupiny G se dvěma góly podílel na cenné výhře 3:2 na Old Trafford, stadionu Manchesteru United.
Další zápas dal gól z penalty proti Lille, zápas skončil nerozhodně 1:1.
Deportivo znovu postoupilo do další skupinové fáze, kde v úvodu narazilo na Arsenal. Doma opět rozhodlo úderné duo Tristán–Makaay, každý jednou brankou pomohl k výhře 2:0.
Ve čtvrtém zápase doma na Riazoru vstřelil gól Juventusu, Deportivo zvítězilo 2:0.
Druhá porážka od Leverkusenu v posledním zápase nic nezměnila na postupu do čtvrtfinále, kde ale Deportivo nestačilo na Manchester United.
Podobně jako minulou sezonu, i na jaře 2002 se ve dvou utkáních blýskl hattrickem, a to proti Osasuně Pamplona (v březnu, 3:1) a Mallorce (v dubnu, 5:0). Ačkoli uzmul korunu nejlepšího střelce a s ním spojenou trofej Pichichi za 20 gólů, Deportivo skončilo opět druhé, tentokráte za Valencií. Přesto se tým trofeje dočkal – ve finále španělského domácího poháru (Copa del Rey) porazil Real Madrid 2:1, který právě slavil sté výročí (Centenariazo) od založení klubu, a to dokonce na jeho půdě. Ten večer jediný hrotový útočník galicijského týmu Tristán přihrál na brzký gól Sergia, ve 38. se sám prosadil po přihrávce Valeróna. Za Real stačil snížit Raúl, ale tento gól byl v zápase posledním.
Hvězdy Realu jako Zidane, Figo nebo Ronaldo tak nezabránily zisku druhé Copy del Rey v historii Deportiva a jeho třetí trofeji za tři roky.

#### Třetí sezóna – 2002/2003
Pro Tristána bylo těžké zopakovat formu z posledních let, navíc se po světovém šampionátu potýkal se zraněním kolene a poté další potíže způsobil natržený stehenní sval.
Za sezonu 2002/2003 nastřílel 9 branek za 23 zápasů, další čtyři přidal v rámci Ligy mistrů.

#### Čtvrtá sezóna – 2003/04
Deportivo v létě opustil Roy Makaay, který zamířil do Bayernu Mnichov. O Tristána projevil zájem anglický Manchester United, ten ale zůstal v Galicii.
Odchodem Makaaye měl být hlavním zdrojem gólů, ale ztráta formy, ztráta sebevědomí a další zranění z něj učinili spíše náhradníka, přesto vsítil 8 branek v La Lize.
Přednost v útoku tak dostali křídelníci Albert Luque a Víctor Sánchez, na hrotu pak Wálter Pandiani.
Přesto Tristán pomohl v Lize mistrů, když dal gól Monaku, jediný gól zápasu.
Další zápas se stejným soupeřem venku skončil prohrou 3:8, Tristán vstřelil dvě branky a na třetí přihrál Scalonimu.
V dalších zápasech prestižní soutěže dostal už méně prostoru, Deportivo ale zažilo historický úspěch, když dokráčelo až do semifinále, kde prohrálo s FC Porto, pozdějším vítězem.

#### Zbylé dvě sezóny – 2004/05 a 2005/06
Špatná životospráva se projevila ve špatné formě a i když Tristán zaznamenal další branky ve dresu Deportiva, nevrátil se do poměrů z prvních let v klubu.
Problémy si způsobil před důležitým zápasem proti Realu, když byl den předtím viděn v nočním klubu. Tím si výrazně pohoršil u trenéra Irurety, který s ním postupem času přestal počítat.

### AS Livorno Calcio
Během ročníku 2007/2008 hrál za italský klub Livorno Calcio. Jediný gól za Livorno vsítil v prosinci 2007 proti AS Řím, přičemž jeho gól zajistil remízu 1:1.

### West Ham United
V říjnu 2008 se 32letý Tristán upsal anglickému West Hamu, kde měl nahradit zraněného Deana Ashtona vyřazeného do konce roku.
Trenér Gianfranco Zola mu ale na podzim věnoval jen několik málo minut, přesto v závěru vstřelil branku, když se dostal k odražené střele Carltona Colea a zajistil výhru 2:1 doma proti Stoke City.
Na jaře se trefil na hřišti Aston Villy, kdy v 85. minutě tečoval míč přesně do branky a zachránil remízu 1:1.
Jediný gólem zápasu rozhodl květnový souboj na hřišti Stoke City, a to ve 33. minutě.

### Cádiz
V sezóně 2009/10 nastupoval Tristán za španělský Cádiz CF,
který působil ve 2. lize. Ačkoli za 29 zápasů v Segundě División skóroval celkově osmkrát, nezabránil sestupu Cádizu do třetí ligy. Posléze v roce 2011 ukončil kariéru.

## Reprezentační kariéra
Střílení branek ve dresu Deportiva nezůstalo bez povšimnutí, a tak jej trenér Camacho pozval do reprezentace, kde debutoval 2. června 2001 v kvalifikačním zápase proti Bosně a Hercegovině.
Během své premiéry se gólově prosadil, a to v 90. minutě, kdy zvýšil vedení na 4:1. Prosadil se také v kvalifikačním zápase proti Rakousku, kdy v 45. minutě otevřel skóre. Španělsko doma zvítězilo jednoznačně 4:0.
Svými výkony v sezoně 2001/02 si od trenéra Josého Antonia Camacha vysloužil pozvánku na světový šampionát.
Do úvodního utkání se Slovinskem nastoupil od první minuty a byl partnerem pro útočníka Raúla Gonzáleze.
V 67. minutě jej nahradil Morientes, přičemž Španělé utkání zvládli a vyhráli 3:1. Nastoupil také do druhého zápasu proti Paraguayi opět vedle Raúla, ale v poločase byl nucen střídat kvůli zranění.
Španělsko otočilo stav z 0:1 na vítězné 3:1 a zajistilo si postup do osmifinále, u Tristána byl nalezen problém se svalem,
který jej nakonec vyřadil ze zbylého turnaje. Španělsko nakonec vypadlo ve čtvrtfinále s domácí Jižní Koreou.
Během přátelského zápasu 6. září 2003 proti Portugalsku v 75. minutě pojistil výhru 3:0 na venkovní půdě.
Byl to jeho poslední zápas za španělskou reprezentaci.

## Styl hry
Tristánova útočná aktivita se opírala o velmi dobrý první dotek s míčem, s nímž dokázal vystřelit i z větší vzdálenosti.
Ani ve hře hlavou nezaostával.
Na rozdíl od útočníků jako byl Raúl González, kteří dokázali zahrát více z hloubi pole, se Tristán nejlépe projevoval na hrotu, kde ukazoval sílu s míčem.

## Úspěchy
Deportivo La Coruña
- Copa del Rey (1× vítěz)
  - 1. místo: 2001/02
- Supercopa de España (1× vítěz)
  - 1. místo: 2000

Individuální
- Trofeo Pichichi (cena pro nejlepšího střelce španělské La Ligy)
  - 1. místo: 2001/02 (20 branek)